# Nicolas Liez (auteur)
Nicolas Liez (Luxemburg-Stad, 8 februari 1864 – aldaar, 27 september 1941) was een Luxemburgs auteur.

## Leven en werk
Nicholas Liez was een zoon van conciërge Jean Liez en Elisabeth Pirsch. Hij was een oomzegger van graficus Nicolas Liez en een neef van de apotheker en historicus Nicolas Liez. Hij doorliep een ambtelijke loopbaan bij de Luxemburgse Rekenkamer. In 1909 was hij er vier maanden controleur, tot hij om onduidelijke redenen ontslag nam. Liez behoorde in 1893 met de architecten Jean-Pierre Knepper, Jean-Pierre Koenig, Charles Mullendorff, Georges Traus en Auguste van Werveke, auteurs Pol Clemen en Batty Weber, beeldhouwer Jean-Baptiste Wercollier, glaskunstenaar Pierre Linster, de schilders Pierre Blanc, Reginald Bottomley, Michel Engels, Michel Heiter, Franz Heldenstein, Jean-Pierre Huberty en André Thyes en tekenaar Eugène Kurth tot de stichtende leden van de Cercle Artistique de Luxembourg.
Liez was van 1895 tot 1912 redacteur van de L'Indépendance luxembourgeoise en werd opgevolgd door Marcel Noppeney. Hij was lid van de Union dramatique, een theatervereniging in Luxemburg. Hij schreef voor de Union de komedie Eng Kur zu Bollendorf, die hij opdroeg aan zijn vriend Pol Clemen. Het is een moralistisch stuk, dat satirisch uithaalt naar Sebastian Kneipp's heilzame badkuur en uit kritiek op zowel de bedrieger als de gedenkbeeldige ziekte. Het werd door Joseph-Alexandre Müller, componist en directeur van het gezelschap, op muziek gezet.

## Enkele werken
- 1895 Eng Kur zu Bollendorf. Luxemburg: Jos. Beffort.[4]

- International Standard Name Identifier: 0000 0004 4926 2706
- Virtual International Authority File: 197569097
- WorldCat: E39PBJjdfkJjtBV3wkVX76xCcP